# Margherita Zoebeli
Margherita Zoebeli (Zurigo, 7 giugno 1912 – Rimini, 25 febbraio 1996) è stata un'educatrice e pedagogista svizzera.
Lavorò in un primo tempo in diversi paesi europei per aiutare le famiglie di operai o le famiglie in fuga dalle guerre. Si trasferì poi in Italia, in particolare a Rimini, dove nel 1946 fondò e diresse a lungo il villaggio del CEIS (Centro educativo italo-svizzero).

## Biografia
Figlia di Ernst Zoebeli e Frida Schiess. Nacque pochi anni prima dell'inizio della prima guerra mondiale e quindi respirò, durante la sua infanzia, il clima sociale profondamente marcato dalle conseguenze della Grande Guerra. Fin da subito, inoltre, la sua vita e le sue idee furono segnate da un forte attaccamento al socialismo del quale il padre condivideva l'ideologia. Seguendo quindi le orme  paterne, si affacciò attorno agli anni 30 alla vita pubblica e con grandissimo impegno offrì aiuto alle famiglie operaie tedesche colpite dalla crisi americana del '29 con campeggi e doposcuola rivolti appunto ai figli degli operai. A partire dal 1933, dopo la nascita del Soccorso operaio svizzero, portò aiuto anche alle famiglie ebree che, opponendosi al nazismo, trovavano il rifugio più vicino proprio in Svizzera. E fu a partire da queste esperienze che Margherita approdò al campo dell'educazione e della pedagogia.
Compì una delle imprese più eclatanti della sua vita nel 1938, quando si recò in Spagna per dare conforto agli orfani di guerra di una comunità di Barcellona. Dopo poche settimane dal suo arrivo, visto il precipitare degli avvenimenti bellici e i continui bombardamenti alla città, decise di portare con sé in Francia, per la precisione in una colonia sulla spiaggia di Sète, un centinaio di bambini per donare loro un rifugio sicuro dove potersi stabilire. In occasione di questo viaggio in Francia conobbe Célestin Freinet. Negli anni successivi si laureò all'università di Zurigo e seguì dei corsi di approfondimento di pedagogia differenziale curativa. La laurea l'abilitò all'insegnamento nella scuola dell'obbligo, che intraprese nel 1940 portandolo avanti per quattro anni.
Il suo impegno nella lotta antifascista si concretizzò con il soccorso ai partigiani italiani colpiti dalla rivolta nazifascista nell'Alta Val d'Ossola. Nell'inverno tra il 1944 e il 1945 fu inviata a Saint-Étienne per organizzare aiuti ai cittadini francesi di quella regione mineraria. In questa occasione perfezionò sul campo la sua preparazione come assistente sociale.
Dopo questa esperienza in Francia,  si dichiarò disponibile a continuare questo tipo di lavoro anche in Italia ed è proprio in questa veste che dopo essere giunta a Rimini nel dicembre del 1945 a capo di una équipe del Soccorso operaio svizzero, accettò la richiesta del sindaco della città romagnola perché creasse una struttura baraccata capace di ospitare una scuola materna e un centro sociale. Dopo l'organizzazione strutturale e burocratica del Centro Educativo Italo-Svizzero (CEIS), inaugurato simbolicamente il primo maggio 1946, Margherita passò quasi più di trent'anni come direttrice del CEIS finché, verso gli inizi degli anni Settanta, fu quasi costretta ad abbandonare questo progetto per le svariate critiche che la generazione del '68 le rivolse. Sostenuta, però, dai vecchi anarchici e socialisti che l'avevano appoggiata fin dall'inizio, continuò il suo lavoro fino circa alla metà degli anni Settanta, quando si sfiorò la chiusura del CEIS. Per evitarlo essa cedette  la direzione del centro a Gianfranco Iacobucci pur rimanendo un punto di riferimento fondamentale del centro. L'abbandono dell'impegno come direttrice le dette molto tempo libero per partecipare attivamente a seminari e convegni per favorire la conoscenza del Centro Educativo al di fuori degli ambienti della pedagogia d'avanguardia.
A 64 anni fu mandata dal Soccorso operaio in Friuli, colpito nel 1976 da un tremendo terremoto, per organizzare una scuola materna e per seguire l'aggiornamento delle insegnanti.
Nonostante i settant'anni d'età, all'inizio degli anni Ottanta sentì il bisogno di partire per il Nicaragua insieme a degli amici per lavorare ad un progetto di aggiornamento per gli insegnanti delle scuole speciali di quel paese centroamericano. Dopo essere tornata nella città romagnola per rimanere vicina al CEIS, ricevette negli ultimi anni della sua vita meritati riconoscimenti. Si spense nel 1996 nel suo appartamento di Rimini.

## Il pensiero pedagogico
Margherita Zoebeli non intraprese subito la strada della pedagogia ma ci arrivò per vie traverse, in particolare attraverso l'impegno sociale e politico; perciò non scrisse mai dei veri e propri manuali di pedagogia in quanto puntò soprattutto all'attuazione pratica delle sue idee; si può dire quindi che sia stata una pedagogista poco astratta e un'educatrice molto concreta. Nonostante le poche fonti scritte, Margherita, una volta abbandonato l'impegno di direttrice del CEIS, parlò ad alcune conferenze e ad alcuni seminari, perciò si possono comunque individuare dei punti focali nella sua concezione pedagogica.
La formazione di Margherita Zoebeli cominciò a circa vent'anni quando lesse i primi libri di autori socialisti ottocenteschi, come Godwin, Owen e Proudhon; proseguì con l'approfondimento dello studio pedagogico, in particolare attraverso autori come Jean Piaget e John Dewey. In verità, comunque, anche se di molto rilievo, questi studi non mutarono l'impostazione pedagogica che la Zoebeli aveva già maturata.
"Margherita riteneva che educare fosse un termine molto "delicato" e che ci fosse una netta differenza tra insegnare, per fornire gli strumenti che servono all'autonomia dell'alunno e istruire, per costringere l'individuo in un modello confacente al gruppo". Al centro della sua idea di educazione c'è la libertà, intesa non tanto come possibilità assoluta di fare tutto ciò che si desidera ma, come libertà responsabile. Il bambino, quindi, attraverso scelte, prove, errori e collaborazioni deve riuscire a trovare le proprie regole di condotta. I bambini non devono essere sorvegliati, giudicati e tanto meno puniti; essi sono liberi di fare in uno spazio definito di regole condivise.
Un'altra caratteristica del suo pensiero educativo è il rifiuto di un insegnamento direttivo e frontale che costringesse gli alunni ad attività uniformi e collettive, all'interno di uno spazio organizzato come "blocco unico"; infatti, seguendo le idee di Alfred Adler, ogni bambino ha il diritto ineliminabile di essere tutelato nel suo bisogno di espressione e di creatività, perciò un insegnamento frontale avrebbe soltanto represso la creatività del bambino. Gli spazi organizzati come nelle scuole pubbliche, con una cattedra e i banchi, avrebbero impedito agli alunni la collaborazione, il lavoro in piccoli gruppi e la formazione di cerchi per delle discussioni: il suo progetto educativo era quello di trasformare la scuola autoritaria del Ventennio fascista in una scuola-comunità e cercava un modo per rispondere ai bisogni dei bambini: la "libertà", la "scoperta" e la "compagnia" sono per la Zoebeli i principi irrinunciabili in ogni processo educativo.
Le insegnanti ed educatrici del centro dovevano inoltre trasmettere agli alunni quel senso di protezione che era loro sempre mancato; infatti questi bambini erano state vittime di bombardamenti, alcuni erano orfani, perciò quello di cui avevano bisogno era un luogo accogliente, sicuro e confortevole. Anche per questo Margherita Zoebeli aveva a cuore gli elementi spaziali e architettonici della sua scuola: le baracche, i giardini, i fiori e gli alberi: infatti dava molta importanza all'ambiente, ritenendo che l'ambiente architettonico fosse in grado di stimolare la creatività, l'interesse e la comunicazione. Inoltre riteneva che uno sviluppo armonioso del corpo attraverso la musica e l'esercizio psico-fisico avrebbero permesso al bambino una più facile comunicazione a livello orale e scritto.
C'è da dire anche però che Margherita esplicitò queste sue idee in un periodo storico non molto favorevole; infatti l'Italia risentiva ancora dell'eredità del fascismo e gli insegnanti erano abituati ad una scuola autoritaria, dove i bambini erano costretti all'uniformità e all'obbedienza; smorzare, quindi, il ruolo autoritario delle maestre non era così semplice, ma era un obiettivo profondamente sentito dalla Zoebeli che, nel fare questo, assunse un ruolo di primo piano tra coloro che, a vario titolo, sentivano la necessità di rinnovare il volto dell'insegnamento e della scuola italiani. Tra la fine degli anni Quaranta e l'inizio degli anni Cinquanta, infatti, anni di fermento per la scuola italiana, nasce il ‘'movimento dell'educazione attiva'’, che come si può intuire, promuoveva quelle idee tipiche dell'attivismo pedagogico. Si deve principalmente ad Ernesto Codignola, un docente di pedagogia di Firenze, la diffusione a Firenze e in Italia di queste nuove idee pedagogiche, sempre negate dalla cultura fascista. Codignola fu animatore della casa editrice La Nuova Italia, la quale pubblicò per la prima volta in Italia i testi tradotti di John Dewey all'interno di una raccolta intitolata "Educatori antichi e moderni". Successivamente, in questa collana trovarono il loro spazio anche i lavori di Lamberto Borghi, pedagogista deweyano. Sempre ad Ernesto Codignola si deve la notorietà in territorio italiano di associazioni come i CEMEA (Centri di Esercitazione ai Metodi dell'Educazione Attiva), oppure come la CTS (Cooperativa della tipografia a scuola), poi diventata MCE (Movimento di cooperazione educativa). CEMEA e CTS/MCE nacquero pressoché nello stesso periodo e coinvolsero per buona parte le stesse persone promuovendo entrambi il rinnovamento dell'educazione e della scuola. Il primo congresso della CTS si svolse a Rimini, all'interno del Villaggio del CEIS, nel giugno del 1952.
Nell'ideazione del Centro educativo italo-svizzero Margherita Zoebeli accolse a braccia aperte l'attivismo arrivato in Italia grazie a queste associazioni e dopo pochi anni dalla nascita il CEIS divenne subito un esempio di scuola moderna e un luogo di formazioni per i giovani insegnanti aderenti a queste associazioni che svolgevano un'attività di tirocinio proprio all'interno del Centro educativo.

## Il CEIS
Margherita Zoebeli, come si è detto, dopo l'esperienza di Saint-Étienne nel 1945, si trasferì a Rimini il 7 dicembre 1945 e vedendo le disastrose condizioni in cui versava la città, fortemente colpita dai peggiori bombardamenti della seconda guerra mondiale, accolse la richiesta che il sindaco Arturo Clari aveva inoltrato al Soccorso operaio svizzero perché fosse costruita una struttura da adibire a scuola materna e orfanotrofio per i bambini riminesi, facendo affidamento sulla solidarietà nazionale. In effetti il vice sindaco riminese Gomberto Bordoni, di orientamento socialista, aveva contatti con il sindaco della città di Milano Antonio Greppi, anch'egli socialista, che durante la guerra si era rifugiato in Svizzera ed aveva fatto conoscenza con gli ambienti del Soccorso operaio. Si era creato quindi un passaggio Rimini-Milano-Svizzera sotto la bandiera socialista che contribuì in maniera essenziale alla realizzazione del Villaggio; a partire da questi contatti, nel gennaio del 1946 giunse a Rimini un convoglio ferroviario con il legno necessario alla costruzione del Villaggio.

Per quanto concerne la costruzione, si optò per una struttura baraccata, simile ai campi di concentramento, in quanto la situazione a Rimini era molto grave e l'intervento doveva essere rapido, ma quando si entrava nel Villaggio si aveva tutt'altra impressione. Infatti, il primo maggio, giorno dell'inaugurazione ufficiale, se si entrava al villaggio si percepiva che il Centro educativo italo-svizzero non era nato dal caso, dal semplice fatto che si avessero a disposizione soltanto delle baracche di legno, ma che era il frutto di uno studio, di una progettazione consapevole e che aveva come coordinate determinati valori culturali. La preoccupazione principale di Margherita Zoebeli era, quindi, quella di creare una struttura più lontana possibile dalla visione militaristica delle baracche. Tanto che, decontestualizzando la funzione delle baracche, riuscì a farle sopravvivere per molto tempo. In effetti ancora oggi il CEIS è quasi interamente in legno e delle tredici baracche iniziali ancora tre sono funzionanti. 

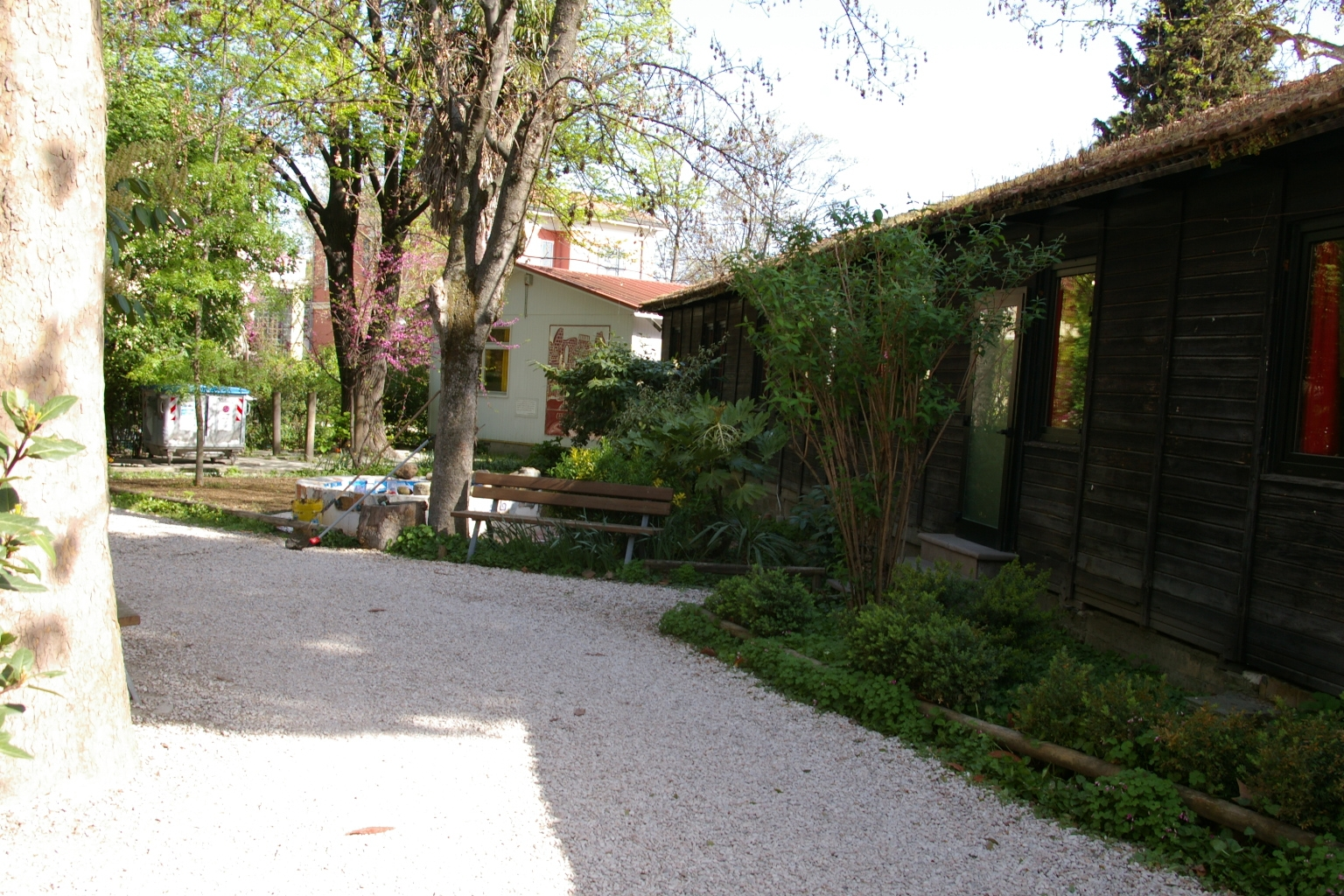
Una delle baracche in legno originarie (1946) del CEIS di Rimini

Il progetto iniziale fu elaborato a Zurigo ancora nel novembre 1945; la Zoebeli collaborò con Felix Schwarz, un architetto svizzero, e insieme diedero vita ad una casa pronta ad ospitare venti orfani, tra i 3 e i 6 anni, che versavano in condizioni fisiche e psichiche gravemente compromesse dai problemi che la guerra aveva portato; in un'intervista la stessa Zoebeli dichiarò: "Casina è il nome che hanno dato i bambini alla casa dove li abbiamo accolti, [...] tutti vittime della guerra, orfani"  - a sottolineare l'affetto e il conforto che questi bambini provavano all'interno del Centro educativo. Oltre alla casa per gli orfani, pensarono anche ad una scuola materna, capace di ospitare 150 bambini che presentavano pressappoco le stesse condizioni, perciò era necessario farli sentire a casa; ci si orientò, quindi, verso un ambiente protettivo, quasi somigliante ad un nido, capace di ristabilire i bisogni primari sul piano affettivo ed emotivo in modo da andare esplicitamente contro le logiche autoritarie che avevano caratterizzato il clima sociale ed educativo del Ventennio fascista in Italia. 
Le tredici baracche erano disposte in modo tale da permettere l'inserimento di viali che collegassero i padiglioni e di grandi spazi verdi che impedissero che lo sguardo dei bambini raggiungesse l'esterno del Villaggio dove il paesaggio era ancora spettrale. La Zoebeli riteneva che l'ambiente fosse molto importante ai fini di una corretta educazione; inoltre i giardini, i molti alberi e fiori permettevano lo svolgersi di attività di educazione ambientale. Inizialmente la Zoebeli avrebbe voluto tenere anche degli animali, ma le fu proibito per il pericolo di infezioni. 
Le aule del nuovo Centro educativo italo-svizzero si distaccavano totalmente dal tipo di aule caratterizzanti la scuola del regime fascista: niente cattedra a simboleggiare l'autorità dell'insegnante, solo gruppi di banchi per favorire il lavoro di gruppo, ma anche spazi ampi per consentire ad ogni bambino di scegliere se stare in gruppo oppure appartarsi per qualche tempo in solitudine. Inoltre, le lavagne erano mobili, così la stanza poteva diventare in pochi minuti un ambiente più intimo. La grande novità riconosciuta a Margherita Zoebeli furono gli sgabelli trasformabili in giganteschi cubi da costruzione. Le aule erano contrassegnate con un colore (giallo, verde, rosso) e per entrare i bambini percorrevano una scalinata con una dolce pendenza. Qui erano immediatamente invitati al gioco perché erano presenti attrezzi e giocattoli di ogni tipo; inoltre l'aula, che era molto spaziosa, offrendo molti angoli diversi: l'angolo della pittura, l'angolo delle bambole, l'angolo delle costruzioni, ecc.
Avendo Margherita Zoebeli uno spirito anticonformista, proponendo una pedagogia antiautoritaria, estranea ad ortodossie e dogmatismi e ispirata al principio di comunità autoeducante, si creò molti oppositori. La sua impostazione pedagogica provocò un clima di grande sospetto da parte di alcuni settori della politica locale. Fin dalle elezioni del '48 il CEIS fu colpito da numerose critiche, ma fu con la contestazione studentesca del '68 che la struttura del Centro italo-svizzero fu duramente messa alla prova. Infatti, quando la città di Rimini capì che il progetto del Villaggio non era un elemento transitorio ma costitutivo della realtà riminese, la Zoebeli fu oggetto di numerose critiche.
Con il cambio generazionale, cambiò anche la visione del lavoro: al Centro Educativo si lavorava da mattina a sera e se era necessario anche la domenica, ma lo stipendio delle educatrici era dimezzato rispetto a quello delle insegnanti della scuola pubblica. La frattura più concreta era allora di ordine puramente sindacale, anche se ci furono discordie anche sul piano educativo, in quanto la Zoebeli si batteva per un'educazione rispettosa della libertà del bambino, ma venne mal interpretata: l'ideologia pedagogica ingenerata dal '68 portava a perdere di vista il giusto rapporto tra autocontrollo e libero sfogo e conduceva a preferire la permissività all'autorità dell'insegnante.
A malincuore, nel 1976, la Zoebeli abbandonò la direzione del CEIS, che però continuò la sua strada con un nuovo direttore, Gianfranco Iacobucci, il quale fu capace di interpretare i mutamenti socio-culturali di quel tempo e trovare un compromesso per fa sì che il Centro educativo italo-svizzero sopravvivesse.

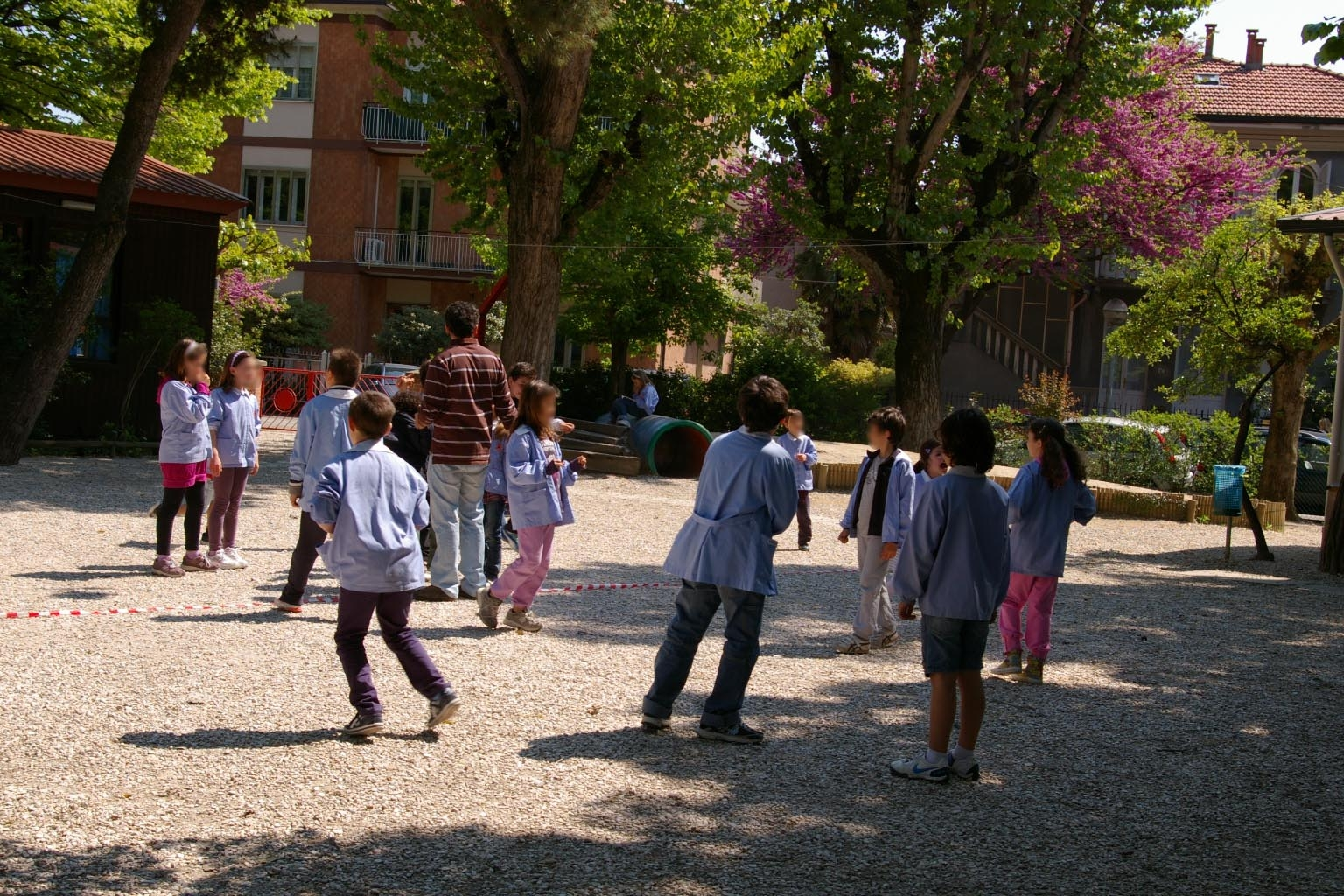
Un momento di gioco al CEIS - primavera 2011

Il centro è ancora oggi aperto e funzionante a Rimini, la struttura ricorda quella progettata da Margherita Zoebeli e Felix Schwarz nella metà degli anni Quaranta e ospita un nido d'infanzia, una scuola materna, una scuola primaria, una comunità educativa semiresidenziale per minori in situazione di disagio sociale e familiare, un laboratorio per il trattamento e la identificazione precoce delle difficoltà di apprendimento, un centro educativo per ragazzi con Disturbi specifici di apprendimento e un laboratorio per la formazione e l'inserimento lavorativo di persone disabili.
L'archivio delle carte di lavoro di Margherita Zoebeli e relative al CEIS insieme al materiale fotografico sono stati depositati dalla Fondazione Margherita Zoebeli alla Biblioteca civica Gambalunga di Rimini.

## Riconoscimenti
- Nel 1963 le fu riconosciuta la cittadinanza onoraria di Rimini per il lavoro svolto al Centro educativo a favore della città.
- Nel 1989 insieme a Mario Lodi e Paulo Freire fu premiata con la laurea ad honorem in pedagogia, assegnata dall'Università di Bologna.
- Nel 1993 ricevette la Medaglia d'oro con diploma di Benemerenza di Prima Classe della Repubblica Italiana.
- Nel 1995 la Fondazione Dr. J.E. Brandenberger la premiò con un riconoscimento per la sua missione disinteressata in aiuti post-guerra e per la promozione di metodi moderni di istruzione.